# غوستاف سكوت
غوستاف سكوت (بالإنجليزية: Gustavus Scott)‏ هو محامي أمريكي، ولد في 1753، وتوفي في 25 ديسمبر 1800.